# Mister of America
Mister of America – piosenka zespołu Lombard, wydana w 1989 roku.

## Opis
Utwór ten jest uznawany za jeden z największych przebojów w wykonaniu Małgorzaty Ostrowskiej.
Utwór ukazał się również na płytach takich jak m.in.: The Very Best of Lombard Live (1989), Welcome Home (1990), Małgorzata Ostrowska (1993), Moja Kolekcja Małgorzaty Ostrowskiej (2007).

## Pozycje na listach przebojów
| Kraj   | Notowanie (1989)                   | Pozycja |
| ------ | ---------------------------------- | ------- |
| Polska | Radiowa lista przebojów Programu I | 3       |
| Polska | Lista przebojów Programu Trzeciego | 7       |

## Inne wykonania
- Arkadiusz Dziewulski –  podczas 3. edycji programu pt. Szansa na sukces w 1996 roku.
- Marta Pyda – podczas 2. edycji programu pt. The Voice of Poland w 2013 roku[1].